# Championnat de France d'échecs des clubs 2013
 (août 2022).
La mise en forme du texte ne suit pas les recommandations de Wikipédia : il faut le « wikifier ».
Les points d'amélioration suivants sont les cas les plus fréquents. Le détail des points à revoir est peut-être précisé sur la page de discussion.
- Les titres sont pré-formatés par le logiciel. Ils ne sont ni en capitales, ni en gras.
- Le texte ne doit pas être écrit en capitales (les noms de famille non plus), ni en gras, ni en italique, ni en « petit »…
- Le gras n'est utilisé que pour surligner le titre de l'article dans l'introduction, une seule fois.
- L'italique est rarement utilisé : mots en langue étrangère, titres d'œuvres, noms de bateaux, etc.
- Les citations ne sont pas en italique mais en corps de texte normal. Elles sont entourées par des guillemets français : « et ».
- Les listes à puces sont à éviter, des paragraphes rédigés étant largement préférés. Les tableaux sont à réserver à la présentation de données structurées (résultats, etc.).
- Les appels de note de bas de page (petits chiffres en exposant, introduits par l'outil «  Source ») sont à placer entre la fin de phrase et le point final[comme ça].
- Les liens internes (vers d'autres articles de Wikipédia) sont à choisir avec parcimonie. Créez des liens vers des articles approfondissant le sujet. Les termes génériques sans rapport avec le sujet sont à éviter, ainsi que les répétitions de liens vers un même terme.
- Les liens externes sont à placer uniquement dans une section « Liens externes », à la fin de l'article. Ces liens sont à choisir avec parcimonie suivant les règles définies. Si un lien sert de source à l'article, son insertion dans le texte est à faire par les notes de bas de page.
- La présentation des références doit suivre les conventions bibliographiques. Il est recommandé d'utiliser les modèles {{Ouvrage}}, {{Chapitre}}, {{Article}}, {{Lien web}} et/ou {{Bibliographie}}. Le mode d'édition visuel peut mettre en forme automatiquement les références.
- Insérer une infobox (cadre d'informations à droite) n'est pas obligatoire pour parachever la mise en page.

Pour une aide détaillée, merci de consulter Aide:Wikification.
Si vous pensez que ces points ont été résolus, vous pouvez retirer ce bandeau et améliorer la mise en forme d'un autre article.
 (août 2022).
Si vous disposez d'ouvrages ou d'articles de référence ou si vous connaissez des sites web de qualité traitant du thème abordé ici, merci de compléter l'article en donnant les références utiles à sa vérifiabilité et en les liant à la section « Notes et références ».
Navigation
Top 12 2011-2012 Top 12 2013-2014
Le Championnat de France d'échecs des clubs 2012-2013 est sous la dénomination de Top 12 le plus haut niveau du championnat de France de ce sport.
Douze clubs participent à cette édition de la compétition. Le Top 12 2012-2013 était le 33e championnat de France d'échecs par équipes. Le tenant du titre, Clichy-Échecs-92 a remporté le championnats comme l'an dernier. De la Nationale 1, le CE de Rueil Malmaison, le Cercle d'échecs de Strasbourg et Migné Échecs étaient promus. Alors que Rueil-Malmaison et Strasbourg parvenaient à se maintenir, Migné devait redescendre directement, ainsi que Vandœuvre-Échecs et Grasse Échecs. De plus, Marseille Échecs a retiré son équipe avant le début du Top 12 2013-2014, laissant la compétition de l'année suivante avec seulement 11 équipes.

## Contexte
De 2012 à 2014, l'équipe de Clichy remporte trois fois de suite le titre. avec dans son effectif :
- en 2012, 2013 et 2014 : M. Vachier-Lagrave, L. Fressinet, L. van Wely, P. Tregoubov, A. Delorme, H. Hamdouchi, A. Skripchenko
- en 2012 et 2013 : Y. Pelletier
- en 2013 et 2014 : Dmitri Iakovenko
- en 2013 : R. Rapport et Jean-Baptiste Mullon.

Clichy Échecs remporte de nouveau le championnat de France. Le club remporte ses onze rondes, en particulier la cinquième (4-3) contre son dauphin, Chalons-en-Champagne. C'est le 12e titre de champion de France remporté par Clichy qui alignait, entre autres, sur ses échiquiers Richárd Rapport, Dmitri Iakovenko, Maxime Vachier-Lagrave, Laurent Fressinet et Almira Skripchenko.
Clichy était à nouveau dans une classe à part, t devenant champion avant la dernière manche. Avec Migné et Grasse, qui ont été relégués très tôt, tandis que Vandœuvre n'a été définitivement relégué qu'après avoir perdu au dernier tour.
À l'issue du Top 12, le classement est :
1. Clichy
2. L'Échiquier châlonnais (Châlons-en-Champagne)
3. Bischwiller
4. Évry Grand Roque
5. Mulhouse Philidor
6. Metz Fischer
7. Marseille Échecs
8. CE Rueil-Malmaison
9. CE Strasbourg
10. Vandœuvre échecs
11. Grasse échecs
12. Migné échecs

## Modalités
| \| Bischwiller Mulhouse Philidor Metz Strasbourg Chalon-sur-Saône Marseille Échecs Grasse Migné Vandœuvre Échecs Clichy Évry Rueil-Malmaison \| Localisation des clubs engagés dans le championnat. |
| Bischwiller Mulhouse Philidor Metz Strasbourg Chalon-sur-Saône Marseille Échecs Grasse Migné Vandœuvre Échecs Clichy Évry Rueil-Malmaison                                                           |

### Calendrier
Les compétitions se sont jouées du 30 mai au 9 juin 2013 à Haguenau.

### Clubs participants
- Bischwiller
- Châlons-en-Champagne
- Clichy
- Évry
- Grasse
- Marseille
- Metz
- Migné
- Mulhouse
- Rueil-Malmaison
- Strasbourg
- Vandœuvre

## Généralités
Le nombre de joueurs inscrits n'était pas limité. Alors que Châlons-en-Champagne et Grasse se débrouillaient avec 9 joueurs chacun, Vandœuvre utilisait 14 joueurs. Au total, 134 joueurs ont été utilisés, dont 39 ont joué dans toutes les compétitions. La meilleure joueuse avec 10 points en 11 matchs a été Almira Skripchenko (Clichy), à un demi-point de son coéquipier Maxime Vachier-Lagrave. Richard Rapport (Clichy) et Grzegorz Gajewski (Mulhouse) ont chacun marqué 8,5 points, Rapport jouant 10 matchs et Gajewski 11. Julie Fischer (Bischwiller) a remporté son seul match et a été la seule joueuse à atteindre 100%.

## Effectifs
Les tableaux ci-dessous contiennent les informations suivantes :
```
   N° : numéro de classement
   Titre : titre FIDE en début de saison (rating list mai 2013) ; GM = Grandmaster, IM = Master International, FM = FIDE Master, WGM = Women's Grandmaster, WIM = Women's International Master, WFM = Women's FIDE Master, CM = Candidate Master, WCM = Women's Candidate Master
   Elo : Classement Elo au début de la saison (classement de mai 2013) ; pour les joueurs sans classement Elo, le classement national est indiqué entre parenthèses
   Nation : Nationalité selon la liste de notation de mai 2013
   G : Nombre de parties gagnantes
   R : Nombre de matchs nuls
   V : Nombre de parties perdantes
   Points : nombre de points obtenus
   Jeux : Nombre de jeux joués
```

### Clichy-Échecs-92
| Nr. | Titre | Nom                    | Elo  | Nation | G  | R | V | Points | Parties |
| --- | ----- | ---------------------- | ---- | ------ | -- | - | - | ------ | ------- |
| 1   | GM    | Richárd Rapport        | 2674 | HUN    | 7  | 3 | 0 | 8,5    | 10      |
| 2   | GM    | Maxime Vachier-Lagrave | 2718 | FRA    | 8  | 3 | 0 | 9,5    | 11      |
| 3   | GM    | Laurent Fressinet      | 2693 | FRA    | 5  | 5 | 0 | 7,5    | 10      |
| 4   | GM    | Loek van Wely          | 2689 | NED    | 5  | 2 | 0 | 6      | 7       |
| 5   | GM    | Pavel Tregoubov        | 2611 | RUS    | 3  | 6 | 1 | 6      | 10      |
| 6   | GM    | Yannick Pelletier      | 2599 | SUI    | 5  | 4 | 1 | 7      | 10      |
| 7   | IM    | Axel Delorme           | 2471 | FRA    | 3  | 4 | 0 | 5      | 7       |
| 8   | IM    | Almira Skripchenko     | 2430 | FRA    | 10 | 0 | 1 | 10     | 11      |
| 9   | GM    | Dmitri Iakovenko       | 2731 | RUS    | 2  | 0 | 1 | 2      | 3       |
| 10  | GM    | Hicham Hamdouchi       | 2602 | FRA    | 6  | 2 | 0 | 7      | 8       |
| 11  | IM    | Jean-Baptiste Mullon   | 2400 | FRA    | 0  | 1 | 0 | 0,5    | 1       |

### Échiquier chalonnais
| Nr. | Titre | Nom                  | Elo  | Nation | G | R | V | Points | Parties |
| --- | ----- | -------------------- | ---- | ------ | - | - | - | ------ | ------- |
| 1   | GM    | Alberto David        | 2584 | ITA    | 2 | 7 | 2 | 5,5    | 11      |
| 2   | GM    | Ivan Sokolov         | 2642 | NED    | 6 | 3 | 2 | 7,5    | 11      |
| 3   | GM    | Michał Krasenkow     | 2642 | POL    | 2 | 8 | 1 | 6      | 11      |
| 4   | GM    | Romain Édouard       | 2659 | FRA    | 4 | 6 | 1 | 7      | 11      |
| 5   | IM    | Sébastien Cossin     | 2509 | FRA    | 4 | 2 | 2 | 5      | 8       |
| 6   | GM    | Iván Salgado López   | 2598 | ESP    | 6 | 4 | 1 | 8      | 11      |
| 7   | IM    | Jonathan Dourerassou | 2464 | FRA    | 4 | 1 | 1 | 4,5    | 6       |
| 8   | WIM   | Natacha Benmesbah    | 2237 | FRA    | 6 | 2 | 3 | 7      | 11      |
| 9   | IM    | Clovis Vernay        | 2434 | FRA    | 3 | 3 | 2 | 4,5    | 8       |

### Bischwiller
| Nr. | Titre | Nom                 | Elo  | Nation | G | R | V | Points | Parties |
| --- | ----- | ------------------- | ---- | ------ | - | - | - | ------ | ------- |
| 1   | GM    | Andriy Volokitine   | 2687 | UKR    | 4 | 4 | 1 | 6      | 9       |
| 2   | GM    | Markus Ragger       | 2666 | AUT    | 4 | 3 | 1 | 5,5    | 8       |
| 3   | GM    | Rainer Buhmann      | 2578 | GER    | 1 | 6 | 1 | 4      | 8       |
| 4   | GM    | Jean-Pierre Le Roux | 2576 | FRA    | 6 | 3 | 1 | 7,5    | 10      |
| 5   | GM    | Anthony Kosten      | 2479 | FRA    | 2 | 6 | 1 | 5      | 9       |
| 6   | IM    | Jean Netzer         | 2406 | FRA    | 1 | 4 | 3 | 3      | 8       |
| 7   | GM    | Cyril Marcelin      | 2488 | FRA    | 3 | 5 | 1 | 5,5    | 9       |
| 8   | WGM   | Nino Maisuradze     | 2304 | FRA    | 4 | 3 | 3 | 5,5    | 10      |
| 9   | FM    | Bilel Bellahcene    | 2355 | FRA    | 2 | 3 | 2 | 3,5    | 7       |
| 10  | GM    | Philipp Schlosser   | 2602 | GER    | 2 | 5 | 1 | 4,5    | 8       |
| 11  | IM    | Étienne Mensch      | 2345 | FRA    | 0 | 1 | 0 | 0,5    | 1       |
| 12  |       | Julie Fischer       | 1895 | FRA    | 1 | 0 | 0 | 1      | 1       |

### Évry Grand Roque
| Nr. | Titre | Nom                  | Elo  | Nation | G | R | V | Points | Parties |
| --- | ----- | -------------------- | ---- | ------ | - | - | - | ------ | ------- |
| 1   | GM    | Yaroslav Jereboukh   | 2629 | UKR    | 3 | 4 | 3 | 5      | 10      |
| 2   | GM    | Illia Nijnik         | 2635 | UKR    | 3 | 8 | 0 | 7      | 11      |
| 3   | GM    | Marie Sebag          | 2527 | FRA    | 2 | 5 | 2 | 4,5    | 9       |
| 4   | IM    | Christophe Sochacki  | 2414 | FRA    | 5 | 3 | 1 | 6,5    | 9       |
| 5   | IM    | Sophie Milliet       | 2391 | FRA    | 5 | 3 | 2 | 6,5    | 10      |
| 6   | GM    | Éloi Relange         | 2470 | FRA    | 2 | 5 | 1 | 4,5    | 8       |
| 7   | IM    | Jules Moussard       | 2437 | FRA    | 4 | 1 | 2 | 4,5    | 7       |
| 8   | IM    | Luc Bergez           | 2399 | FRA    | 4 | 2 | 2 | 5      | 8       |
| 9   | GM    | Sergueï Fedortchouk  | 2660 | UKR    | 2 | 6 | 0 | 5      | 8       |
| 10  | GM    | Igor-Alexandre Nataf | 2548 | FRA    | 0 | 3 | 2 | 1,5    | 5       |
| 11  | IM    | Didier Leroy         | 2305 | FRA    | 1 | 1 | 1 | 1,5    | 3       |

### Mulhouse Philidor
| Nr. | Titre | Nom                | Elo  | Nation | G | R | V | Points | Parties |
| --- | ----- | ------------------ | ---- | ------ | - | - | - | ------ | ------- |
| 1   | GM    | Grzegorz Gajewski  | 2653 | POL    | 6 | 5 | 0 | 8,5    | 11      |
| 2   | GM    | Radosław Wojtaszek | 2701 | POL    | 2 | 9 | 0 | 6,5    | 11      |
| 3   | GM    | Andreï Sokolov     | 2563 | FRA    | 2 | 7 | 2 | 5,5    | 11      |
| 4   | IM    | Samy Shoker        | 2469 | EGY    | 4 | 3 | 3 | 5,5    | 10      |
| 5   | GM    | Jean-Marc Degraeve | 2567 | FRA    | 4 | 5 | 1 | 6,5    | 10      |
| 6   | IM    | Jean-Noël Riff     | 2458 | FRA    | 1 | 5 | 3 | 3,5    | 9       |
| 7   | FM    | Borya Ider         | 2389 | FRA    | 3 | 3 | 3 | 4,5    | 9       |
| 8   | WFM   | Mathilde Choisy    | 2166 | FRA    | 2 | 2 | 5 | 3      | 9       |
| 9   | WFM   | Cécile Haussernot  | 2135 | FRA    | 1 | 0 | 1 | 1      | 2       |
| 10  | GM    | David Navara       | 2697 | CZE    | 2 | 3 | 1 | 3,5    | 6       |

### Metz Fischer
| Nr. | Titre | Nom                | Elo  | Nation | G | R | V | Points | Parties |
| --- | ----- | ------------------ | ---- | ------ | - | - | - | ------ | ------- |
| 1   | GM    | Anthony Wirig      | 2498 | FRA    | 1 | 5 | 4 | 3,5    | 10      |
| 2   | GM    | Dmitry Svetushkin  | 2588 | MDA    | 3 | 4 | 2 | 5      | 9       |
| 3   | GM    | Viorel Iordăchescu | 2582 | MDA    | 3 | 6 | 1 | 6      | 10      |
| 4   | IM    | Jean-René Koch     | 2473 | FRA    | 1 | 4 | 4 | 3      | 9       |
| 5   | IM    | Kevin Terrieux     | 2427 | FRA    | 1 | 7 | 3 | 4,5    | 11      |
| 6   | FM    | Emmanuel Neiman    | 2338 | FRA    | 0 | 3 | 3 | 1,5    | 6       |
| 7   | FM    | Benoît Taddei      | 2374 | FRA    | 2 | 1 | 3 | 2,5    | 6       |
| 8   | WGM   | Maria Leconte      | 2225 | FRA    | 5 | 4 | 0 | 7      | 9       |
| 9   | GM    | Evgeny Postny      | 2637 | ISR    | 3 | 4 | 2 | 5      | 9       |
| 10  | IM    | Vadim Chernov      | 2462 | ROU    | 0 | 2 | 2 | 1      | 4       |
| 11  |       | Sébastien Pucher   | 2244 | FRA    | 0 | 2 | 0 | 1      | 2       |
| 12  |       | Cyrielle Monpeurt  | 2033 | FRA    | 1 | 0 | 1 | 1      | 2       |
| 13  |       | Thomas Hisler      | 2199 | FRA    | 0 | 0 | 1 | 0      | 1       |

### Marseille Échecs
| Nr. | Titre | Nom                 | Elo  | Nation | G | R | V | Points | Parties |
| --- | ----- | ------------------- | ---- | ------ | - | - | - | ------ | ------- |
| 1   | GM    | Aleksander Delchev  | 2622 | BUL    | 4 | 2 | 5 | 5      | 11      |
| 2   | GM    | Arkadij Naiditsch   | 2710 | GER    | 3 | 1 | 1 | 3,5    | 5       |
| 3   | GM    | Andrei Istrățescu   | 2651 | FRA    | 2 | 8 | 1 | 6      | 11      |
| 4   | GM    | Sébastien Mazé      | 2543 | FRA    | 5 | 4 | 2 | 7      | 11      |
| 5   | GM    | Kamil Mitoń         | 2624 | POL    | 3 | 6 | 2 | 6      | 11      |
| 6   | IM    | Gildas Goldsztejn   | 2402 | FRA    | 1 | 2 | 1 | 2      | 4       |
| 7   | IM    | Didier Collas       | 2394 | FRA    | 2 | 7 | 2 | 5,5    | 11      |
| 8   |       | Isabelle Malassagne | 1985 | FRA    | 1 | 2 | 5 | 2      | 8       |
| 9   | GM    | Yannick Gozzoli     | 2530 | FRA    | 1 | 5 | 1 | 3,5    | 7       |
| 10  | GM    | Étienne Bacrot      | 2725 | FRA    | 2 | 4 | 0 | 4      | 6       |
| 11  |       | Nathalie Bacrot     | 2090 | FRA    | 1 | 1 | 1 | 1,5    | 3       |

### C.E. de Rueil Malmaison
| Nr. | Titre | Nom                         | Elo  | Nation | G | R | V | Points | Parties |
| --- | ----- | --------------------------- | ---- | ------ | - | - | - | ------ | ------- |
| 1   | GM    | Dariusz Świercz             | 2631 | POL    | 6 | 3 | 2 | 7,5    | 11      |
| 2   | GM    | Olivier Renet               | 2469 | FRA    | 1 | 8 | 2 | 5      | 11      |
| 3   | GM    | Simon Williams              | 2511 | ENG    | 0 | 2 | 8 | 1      | 10      |
| 4   | FM    | Quentin Loiseau             | 2406 | FRA    | 0 | 5 | 3 | 2,5    | 8       |
| 5   | GM    | Tal Baron                   | 2467 | ISR    | 3 | 3 | 5 | 4,5    | 11      |
| 6   | FM    | Bastien Dubessay            | 2378 | FRA    | 0 | 2 | 4 | 1      | 6       |
| 7   | IM    | Christopher Debray          | 2356 | FRA    | 2 | 3 | 4 | 3,5    | 9       |
| 8   | WIM   | Mathilde Congiu             | 2230 | FRA    | 4 | 2 | 5 | 5      | 11      |
| 9   | FM    | Julien Song                 | 2417 | FRA    | 0 | 1 | 2 | 0,5    | 3       |
| 10  | FM    | Clement Houriez             | 2285 | FRA    | 0 | 3 | 2 | 1,5    | 5       |
| 11  | FM    | Guillaume Camus de Solliers | 2346 | FRA    | 1 | 1 | 1 | 1,5    | 3       |

### Cercle d'échecs de Strasbourg
| Nr. | Titre | Nom                    | Elo  | Nation | G | R | V | Points | Parties |
| --- | ----- | ---------------------- | ---- | ------ | - | - | - | ------ | ------- |
| 1   | GM    | Tornike Sanikidze      | 2549 | GEO    | 2 | 6 | 3 | 5      | 11      |
| 2   | GM    | Eduardas Rozentalis    | 2611 | LTU    | 2 | 9 | 0 | 6,5    | 11      |
| 3   | GM    | Anatoli Vaïsser        | 2548 | FRA    | 0 | 9 | 2 | 4,5    | 11      |
| 4   | GM    | Fabian Döttling        | 2587 | GER    | 2 | 1 | 1 | 2,5    | 4       |
| 5   | IM    | Colomban Vitoux        | 2388 | FRA    | 4 | 1 | 5 | 4,5    | 10      |
| 6   | IM    | Louis Roos             | 2373 | FRA    | 2 | 0 | 7 | 2      | 9       |
| 7   | IM    | Jean-Luc Roos          | 2256 | FRA    | 1 | 2 | 4 | 2      | 7       |
| 8   | WIM   | Malina Nicoara         | 2117 | FRA    | 3 | 0 | 8 | 3      | 11      |
| 9   | IM    | Daniel Roos            | 2347 | FRA    | 1 | 3 | 1 | 2,5    | 5       |
| 10  | GM    | Gábor Kállai           | 2473 | HUN    | 1 | 2 | 4 | 2      | 7       |
| 11  | FM    | Jean-Claude Letztelter | 2111 | FRA    | 0 | 0 | 1 | 0      | 1       |
| 12  |       | Tristan Laverdet       | 2000 | FRA    | 0 | 0 | 1 | 0      | 1       |

### Vandœuvre-Échecs
| Nr. | Titre | Nom                 | Elo  | Nation | G | R | V | Points | Parties |
| --- | ----- | ------------------- | ---- | ------ | - | - | - | ------ | ------- |
| 1   | GM    | Georg Meier         | 2655 | GER    | 1 | 5 | 3 | 3,5    | 9       |
| 2   | GM    | Christian Bauer     | 2638 | FRA    | 1 | 7 | 3 | 4,5    | 11      |
| 3   | GM    | Konstantin Landa    | 2644 | RUS    | 4 | 5 | 2 | 6,5    | 11      |
| 4   | GM    | Vlastimil Jansa     | 2438 | CZE    | 1 | 0 | 1 | 1      | 2       |
| 5   | IM    | Mustapha Nezar      | 2396 | FRA    | 1 | 5 | 3 | 3,5    | 9       |
| 6   | IM    | Christophe Philippe | 2372 | FRA    | 3 | 4 | 2 | 5      | 9       |
| 7   | FM    | Benjamin Le Corre   | 2300 | FRA    | 1 | 3 | 4 | 2,5    | 8       |
| 8   | WIM   | Fiona Steil-Antoni  | 2149 | LUX    | 3 | 1 | 1 | 3,5    | 5       |
| 9   | IM    | Nicolas Brunner     | 2412 | FRA    | 1 | 5 | 2 | 3,5    | 8       |
| 10  | IM    | Alain Genzling      | 2401 | FRA    | 0 | 1 | 3 | 0,5    | 4       |
| 11  | FM    | Cédric Paci         | 2326 | FRA    | 2 | 0 | 1 | 2      | 3       |
| 12  |       | Remi Helfer         | 2067 | FRA    | 0 | 0 | 1 | 0      | 1       |
| 13  | WGM   | Pauline Guichard    | 2351 | FRA    | 3 | 1 | 2 | 3,5    | 6       |
| 14  |       | Joachim Iglesias    | 2258 | FRA    | 0 | 0 | 2 | 0      | 2       |

### Grasse Échecs
| Nr. | Titre | Nom                   | Elo  | Nation | G | R | V | Points | Parties |
| --- | ----- | --------------------- | ---- | ------ | - | - | - | ------ | ------- |
| 1   | GM    | Manuel Apicella       | 2532 | FRA    | 2 | 3 | 6 | 3,5    | 11      |
| 2   | GM    | Krisztián Szabó       | 2545 | HUN    | 2 | 9 | 0 | 6,5    | 11      |
| 3   | GM    | Miguel Llanes Hurtado | 2469 | ESP    | 1 | 7 | 3 | 4,5    | 11      |
| 4   | GM    | Joseph Sanchez        | 2516 | PHI    | 2 | 4 | 5 | 4      | 11      |
| 5   | GM    | Ciprian-Costică Nanu  | 2519 | ROU    | 4 | 5 | 2 | 6,5    | 11      |
| 6   | IM    | Gabriel Battaglini    | 2437 | FRA    | 5 | 4 | 2 | 7      | 11      |
| 7   | IM    | Ismael Karim          | 2405 | MAR    | 1 | 8 | 2 | 5      | 11      |
| 8   |       | Margot Draillard      | 1853 | FRA    | 0 | 0 | 5 | 0      | 5       |
| 9   |       | Carole Forestier      | 2104 | FRA    | 1 | 1 | 4 | 1,5    | 6       |

### Migné Échecs
| Nr. | Titre | Nom                 | Elo  | Nation | G | R | V | Points | Parties |
| --- | ----- | ------------------- | ---- | ------ | - | - | - | ------ | ------- |
| 1   | GM    | Ventzislav Inkiov   | 2465 | BUL    | 0 | 1 | 9 | 0,5    | 10      |
| 2   | IM    | Romain Picard       | 2342 | FRA    | 1 | 3 | 7 | 2,5    | 11      |
| 3   | GM    | Petar Velikov       | 2422 | BUL    | 0 | 3 | 3 | 1,5    | 6       |
| 4   | FM    | Julien Saada        | 2323 | FRA    | 1 | 4 | 6 | 3      | 11      |
| 5   | IM    | Xavier Bedouin      | 2387 | FRA    | 1 | 3 | 7 | 2,5    | 11      |
| 6   | FM    | Bonno Pel           | 2280 | NED    | 1 | 0 | 2 | 1      | 3       |
| 7   |       | Sébastien Tranchant | 2258 | FRA    | 1 | 2 | 4 | 2      | 7       |
| 8   |       | Clara le Bail       | 1969 | FRA    | 0 | 2 | 9 | 1      | 11      |
| 9   |       | Clement Picard      | 2170 | FRA    | 1 | 3 | 6 | 2,5    | 10      |
| 10  |       | Valentin Fougerit   | 2209 | FRA    | 2 | 2 | 3 | 3      | 7       |
| 11  |       | Frederic Robert     | 2120 | FRA    | 0 | 1 | 0 | 0,5    | 1       |

## Compétition

### Classement
| Club                                 | Classement | Prec. | L1 dep. | Nb sais. | Pts. | j. | d.  | p. | c. |
| ------------------------------------ | ---------- | ----- | ------- | -------- | ---- | -- | --- | -- | -- |
| Clichy Échecs 92                     | 1er        | 1er   | ?       |          | 33   | 11 | 50  | 54 | 4  |
| Échiquier châlonnais                 | 2e         | 2e    | 2009    |          | 29   | 11 | 22  | 37 | 15 |
| Cercle d'échecs de Bischwiller       | 3e         | 6e    | 2012    | 9        | 28   | 11 | 15  | 30 | 15 |
| Évry Grand Roque                     | 4e         | 3e    | 2004    | 9        | 27   | 11 | 15  | 31 | 16 |
| Mulhouse Philidor                    | 5e         | 5e    | 1997    |          | 26   | 11 | 8   | 27 | 19 |
| Metz Fischer                         | 6e         | 7e    | 2007    |          | 23   | 11 | -6  | 20 | 26 |
| Marseille Échecs                     | 7e         | 4e    | 2007    | 6        | 22   | 11 | 4   | 25 | 21 |
| Cercle d'échecs de Rueil Malmaison P | 8e         |       | 2013    |          | 17   | 11 | -21 | 17 | 38 |
| Cercle d'échecs de Strasbourg P      | 9e         |       | 2013    |          | 16   | 11 | -19 | 18 | 37 |
| Vandœuvre-Échecs R                   | 10e        | 8e    | 2007    | 10       | 16   | 11 | -9  | 21 | 30 |
| Grasse Échecs R                      | 11e        | 9e    | 2012    |          | 16   | 11 | -11 | 18 | 29 |
| Migné Échecs P R                     | 12e        |       | 2013    |          | 11   | 11 | -48 | 8  | 56 |